# Paola Dal Corso
Paola Dal Corso (21 giugno 1967) è un'ex cestista italiana.
Centro di 188 cm, ha giocato in Serie A1 con Vicenza e Priolo Gargallo.

## Carriera
Ha vinto due Coppe dei Campioni e tre scudetti con l'Associazione Sportiva Vicenza.
Ha poi vinto la Serie A2 1985-1986 con Priolo, con cui è rimasta in Serie A1 per una stagione.

## Statistiche
Statistiche aggiornate al 30 giugno 1988
| Stagione        | Squadra         | Campionato      | Campionato | Campionato | Coppe continentali | Coppe continentali | Coppe continentali | Totale | Totale |
| Stagione        | Squadra         | Comp            | Pres       | Punti      | Comp               | Pres               | Punti              | Pres   | Punti  |
| --------------- | --------------- | --------------- | ---------- | ---------- | ------------------ | ------------------ | ------------------ | ------ | ------ |
| 1982-83         | Vicenza         | A1              | 8          | 4          | CC                 |                    |                    | 8      | 4      |
| 1983-84         | Vicenza         | A1              | 12         | 9          | CC                 |                    |                    | 12     | 9      |
| 1984-85         | Vicenza         | A1              | 25         | 36         | CC                 |                    |                    | 25     | 36     |
| 1985-86         | Trogylos Priolo | A2              |            |            | -                  | -                  | -                  |        |        |
| 1986-87         | Trogylos Priolo | A1              | 31         | 21         | CR                 | 1                  | 8                  | 32     | 29     |
| Totale carriera | Totale carriera | Totale carriera | 76         | 70         |                    | 1                  | 8                  | 77     | 78     |

## Palmarès
- Coppa dei Campioni: 2

AS Vicenza: 1982-83, 1984-85
- Campionato italiano: 3

AS Vicenza: 1982-83, 1983-84, 1984-85
- Campionato italiano di Serie A2: 1
Trogylos Priolo: 1985-86